# Bitka pri Neuportu
Bitka pri Neuportu je potekala 2. julija 1600 med nizozemskimi in španskimi silami. 